# Who Are You
Who Are You är ett musikalbum av den brittiska rockgruppen The Who, utgivet 1978 på skivbolaget MCA Records i USA och Polydor Records i Storbritannien. Det var det sista albumet gruppens trummis Keith Moon medverkade på innan han avled, knappt en månad efter att albumet släppts. 
Musiken på det här albumet påminner lite om den på Who's Next (1971) med synthdominerande låtar. Texterna däremot refererar till ett nytt musikklimat. Titelspåret tar oss tillbaka till modsen på 1960-talet då gruppen var ny och fräsh. Albumet blev mycket populärt i USA och nådde billboardlistans andraplats. I Storbritannien nådde albumet sjätte plats.
Titellåten "Who Are You" har under början av 2000-talet fått bli signaturmelodi till TV-serien CSI: Crime Scene Investigation.

## Låtlista
Alla låtar är skrivna av Pete Townshend om inget annat namn anges.

### Sida 1
1. "New Song" - 4:17
2. "Had Enough" (John Entwistle) - 4:30
3. "905" (John Entwistle) - 3:56
4. "Sister Disco" - 4:24
5. "Music Must Change" - 4:40

### Sida 2
1. "Trick of the Light" (John Entwistle)- 4:14
2. "Guitar and Pen" - 5:50
3. "Love Is Coming Down" - 4:02
4. "Who Are You" - 6:24